# USS LST-953
O USS LST-953 foi um navio de guerra norte-americano da classe LST que operou durante a Segunda Guerra Mundial.